# Raciechowice (gmina)
Raciechowice – gmina wiejska w województwie małopolskim, w powiecie myślenickim. W latach 1975–1998 gmina położona była w województwie krakowskim.
Siedziba gminy to Raciechowice.
Według danych z 31 grudnia 2021 gminę zamieszkiwały 6460 osób.

## Charakterystyka
Obszar gminy Raciechowice położony jest poza zasięgiem silnego zanieczyszczenia powietrza i gleb. Gmina zaliczana jest do terenów nie należących do tzw. „obszaru ekologicznego zagrożenia”. Podstawowe funkcje gminy to rolnictwo, turystyka oraz wypoczynek. 
Gmina Raciechowice leży na pograniczu dwóch mezoregionów fizycznogeograficznych: Pogórza Wielickiego i Beskidu Wyspowego, na granicy dwóch makroregionów: Pogórza Zachodniobeskidzkiego i Beskidu Zachodniego. 
Stosunkowo czyste powietrze oraz niezanieczyszczone wody i gleby są cechami środowiska sprzyjającymi rozwojowi produkcji rolniczej. Mogą stanowić dogodne warunki do prowadzenia produkcji „zdrowej żywności” i agroturystyki.

## Sadownictwo
Raciechowickie sadownictwo ma bardzo długą tradycję. O sadach na terenie gminy Raciechowice wspomina się już w połowie XIX wieku. Jabłka wywożono wozami i sprzedawano je w Krakowie, Wieliczce i w Zakopanem. Owoce pochodzące z przydworskich sadów pakowane były pojedynczo w serwetki lub papierki i wysyłane do Wiednia. Intensywne zakładanie sadów rozpoczęło się w latach 50. ubiegłego stulecia i trwa do dzisiaj. W 2021 na terenie gminy Raciechowice znajduje się około tysiąca hektarów upraw sadowniczych (1 600 000 drzewek), w tym około 800 hektarów stanowią same jabłonie.

## Struktura powierzchni
Według danych z roku 2021 gmina Raciechowice ma obszar 60,97km², w tym:
- użytki rolne: 64% (38,85 km²)
- użytki leśne: 26% (16,94 km²)
- grunty zurbanizowane i zabudowane: 5% (3,15 km²)
- nieużytki: 2,4% (1,66 km²)
- wody: 0,6% (0,4 km²)

Gmina stanowi 9,06% powierzchni powiatu.

## Demografia
Dane z 31 grudnia 2021:
| Opis                              | Ogółem | Ogółem | Kobiety | Kobiety | Mężczyźni | Mężczyźni |
| --------------------------------- | ------ | ------ | ------- | ------- | --------- | --------- |
| jednostka                         | osób   | %      | osób    | %       | osób      | %         |
| populacja                         | 6 460  | 100    | 3 250   | 50,31   | 3 210     | 49,69     |
| gęstość zaludnienia (mieszk./km²) | 105,95 | 105,95 | 53,31   | 53,31   | 52,64     | 52,64     |

Gmina Raciechowice ma 6 457 mieszkańców, z czego 50,4% stanowią kobiety, a 49,6% mężczyźni. W latach 2002–2021 liczba mieszkańców wzrosła o 7,9%. Średni wiek mieszkańców wynosi 38,4 lat i jest mniejszy od średniego wieku mieszkańców województwa małopolskiego oraz mniejszy od średniego wieku mieszkańców całej Polski. 
Mieszkańcy gminy Raciechowice zawarli w 2021 roku 43 małżeństw, co odpowiada 6,7 małżeństwom na 1000 mieszkańców. Jest to znacznie więcej od wartości dla województwa małopolskiego oraz znacznie więcej od wartości dla Polski. W tym samym okresie odnotowano 0,8 rozwodów przypadających na 1000 mieszkańców. 30,1% mieszkańców gminy Raciechowice jest stanu wolnego, 58,7% żyje w małżeństwie, 3,7% mieszkańców jest po rozwodzie, a 7,3% to wdowy/wdowcy.
Gmina Raciechowice ma ujemny przyrost naturalny wynoszący -17. Odpowiada to przyrostowi naturalnemu -2,64 na 1000 mieszkańców gminy Raciechowice. W 2021 roku urodziło się 75 dzieci, w tym 52,0% dziewczynek i 48,0% chłopców. Średnia waga noworodków to 3 317 gramów. Współczynnik dynamiki demograficznej, czyli stosunek liczby urodzeń żywych do liczby zgonów wynosi 1,00 i jest znacznie większy od średniej dla województwa oraz znacznie większy od współczynnika dynamiki demograficznej dla całego kraju.
W 2021 roku 38,4% zgonów w gminie Raciechowice spowodowanych było chorobami układu krążenia, przyczyną 21,2% zgonów w gminie Raciechowice były nowotwory, a 5,5% zgonów spowodowanych było chorobami układu oddechowego. Na 1000 ludności gminy Raciechowice przypada 14.26 zgonów. Jest to znacznie więcej od wartości średniej dla województwa małopolskiego oraz nieznacznie więcej od wartości średniej dla kraju. 
W 2021 roku zarejestrowano 51 zameldowań w ruchu wewnętrznym oraz 69 wymeldowań, w wyniku czego saldo migracji wewnętrznych wynosi dla gminy Raciechowice -18. W tym samym roku 6 osób zameldowało się z zagranicy oraz zarejestrowano 3 wymeldowań za granicę - daje to saldo migracji zagranicznych wynoszące 3. 
60,3% mieszkańców gminy Raciechowice jest w wieku produkcyjnym, 21,9% w wieku przedprodukcyjnym, a 17,8% mieszkańców jest w wieku poprodukcyjnym..

## Sołectwa
Bojańczyce, Czasław, Dąbie, Gruszów, Kawec, Komorniki, Krzesławice, Krzyworzeka, Kwapinka, Mierzeń, Poznachowice Górne, Raciechowice, Sawa, Zegartowice, Żerosławice.

## Sąsiednie gminy
Dobczyce, Gdów, Jodłownik, Łapanów, Wiśniowa